# Smectiet

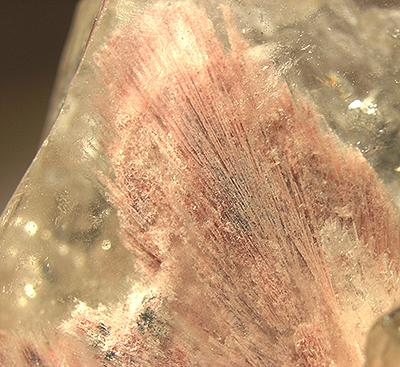
montmorilloniet-kwarts

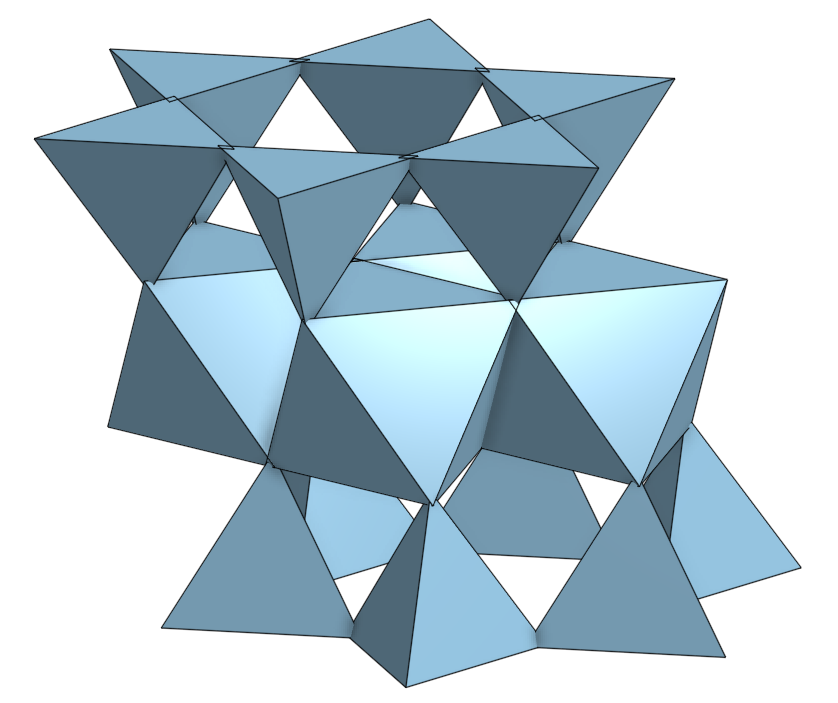
kristallijne opbouw met lagen vier- en achtvlakken

De mineralengroep smectiet is een groep van meestal gehydrateerde aluminium-fylosilicaten. Smectiet is een van de kleimineralen.

## Leden van de smectiet-groep
- Montmorilloniet - (Na,Ca)0,3(Al,Mg)2Si4O10(OH)2·n(H2O)
- Talk - Mg3Si4O10(OH)2
- Sauconiet - Na0.3Zn3Si3AlO10(OH)2·4(H2O)
- Vermiculiet - (Mg,Fe2+,Al)3(Al,Si)4O10(OH)2·4(H2O)2
- Pyrofylliet - Al2Si4O10(OH)2
- Nontroniet - Na0.3Fe3+2Si3AlO10(OH)2·4(H2O)
- Saponiet - (Ca,Na)0,2Mg2Fe2+Si3AlO10(OH)2·4(H2O)

## Voorkomen
Samen met de kleimineralen illiet en kaoliniet komt smectiet voor in schalies en andere sedimentaire gesteenten waar klei in voorkomt.